# Biochimies hypothétiques
 (juin 2017).
Si vous disposez d'ouvrages ou d'articles de référence ou si vous connaissez des sites web de qualité traitant du thème abordé ici, merci de compléter l'article en donnant les références utiles à sa vérifiabilité et en les liant à la section « Notes et références ».
 (août 2023).
La mise en forme du texte ne suit pas les recommandations de Wikipédia : il faut le « wikifier ».
Les points d'amélioration suivants sont les cas les plus fréquents. Le détail des points à revoir est peut-être précisé sur la page de discussion.
- Les titres sont pré-formatés par le logiciel. Ils ne sont ni en capitales, ni en gras.
- Le texte ne doit pas être écrit en capitales (les noms de famille non plus), ni en gras, ni en italique, ni en « petit »…
- Le gras n'est utilisé que pour surligner le titre de l'article dans l'introduction, une seule fois.
- L'italique est rarement utilisé : mots en langue étrangère, titres d'œuvres, noms de bateaux, etc.
- Les citations ne sont pas en italique mais en corps de texte normal. Elles sont entourées par des guillemets français : « et ».
- Les listes à puces sont à éviter, des paragraphes rédigés étant largement préférés. Les tableaux sont à réserver à la présentation de données structurées (résultats, etc.).
- Les appels de note de bas de page (petits chiffres en exposant, introduits par l'outil «  Source ») sont à placer entre la fin de phrase et le point final[comme ça].
- Les liens internes (vers d'autres articles de Wikipédia) sont à choisir avec parcimonie. Créez des liens vers des articles approfondissant le sujet. Les termes génériques sans rapport avec le sujet sont à éviter, ainsi que les répétitions de liens vers un même terme.
- Les liens externes sont à placer uniquement dans une section « Liens externes », à la fin de l'article. Ces liens sont à choisir avec parcimonie suivant les règles définies. Si un lien sert de source à l'article, son insertion dans le texte est à faire par les notes de bas de page.
- La présentation des références doit suivre les conventions bibliographiques. Il est recommandé d'utiliser les modèles {{Ouvrage}}, {{Chapitre}}, {{Article}}, {{Lien web}} et/ou {{Bibliographie}}. Le mode d'édition visuel peut mettre en forme automatiquement les références.
- Insérer une infobox (cadre d'informations à droite) n'est pas obligatoire pour parachever la mise en page.

Pour une aide détaillée, merci de consulter Aide:Wikification.
Si vous pensez que ces points ont été résolus, vous pouvez retirer ce bandeau et améliorer la mise en forme d'un autre article.
 (juillet 2025).
- Si vous ne connaissez pas le sujet, laissez ce bandeau (vous pouvez alors contacter les auteurs).
- Si vous supprimez le contenu mis en cause (vous pouvez préalablement contacter les auteurs),

argumentez précisément cette suppression dans la page de discussion
(un manque de référence n'est pas un argument ; une recherche réelle de référence doit avoir été effectuée, être formellement documentée).
Les biochimies hypothétiques sont des suppositions sur les types de biochimies que pourrait revêtir une vie extraterrestre exotique selon des formes différant radicalement de celles connues sur Terre.
Elles comprennent les biochimies employant des éléments autres que le carbone pour construire les structures moléculaires primaires ou se produisant dans des solvants autres que l'eau.
Les évocations de vie extraterrestre fondées sur ces biochimies « alternatives » sont communes dans la  science-fiction.

## Chiralité; molécules de base
Peut-être le type de biochimie la moins « exotique » comprendrait-elle une chiralité différente de ses biomolécules. Dans la biochimie terrestre connue, les acides aminés sont presque universellement de type L « gauches » et les sucres sont eux tous de type D « droits ». Les molécules de chiralité opposée ont les propriétés chimiques identiques à leurs formes reflétées ; ainsi une biochimie qui incorporerait des acides aminés D ou des sucres L, pourrait être possible.
Mais les deux biochimies ne seraient pas compatibles, car les molécules de chiralité différente ne sont pas utilisables dans le système inverse.
Il serait aussi envisageable qu'une biochimie soit bâtie avec des types comparables de macromolécules (protéines, lipides, glucides) mais formés avec des éléments différents.
D'autres acides aminés pourraient être utilisés que la vingtaine de ceux impliqués dans la biologie terrestre, ainsi qu'il y a une grande variété possible de chaines lipidiques et de têtes hydrophiles, d'autres composés pourraient-ils être utilisés comme source d'énergie que les sucres (hydrates de carbone) en « C6 » ?

## Autres atomes que le carbone
Les scientifiques ont spéculé sur la possibilité qu'un autre atome que le carbone forme les structures moléculaires d'un autre type de biochimie, mais personne n'a proposé une théorie globale cohérente utilisant de tels atomes pour former toutes les « machineries moléculaires » nécessaires pour la vie. D'autant plus que ce type de connaissances nous échappe encore, même dans le cas (unique) de la vie terrestre.
Il est à noter que toute la biochimie terrestre est bâtie sur le carbone et certaines considérations laissent à penser que seul le carbone pourrait remplir ce rôle, et qu'une hypothétique vie extraterrestre qui serait présente en dehors de l'environnement de la Terre, ne pourrait être aussi que fondée sur le carbone.
Cette thèse émergente, qui considère le carbone comme seul « apte » à construire « la charpente moléculaire » de la biochimie, à l'exclusion de la possibilité de tous les autres éléments, est la thèse appelée chauvinisme du carbone.

### Biochimie du silicium
L'élément chimique de base le plus généralement proposé pour un système biochimique alternatif est l'atome de silicium, puisque le silicium a beaucoup de propriétés chimiques semblables au carbone et est dans le même groupe du tableau périodique, le groupe 14. En particulier, ils sont tous les deux tétravalents. Mais le silicium a des handicaps en tant qu'alternative au carbone.
Les atomes de silicium sont environ 50 % plus grands et plus de deux fois plus massifs que ceux du carbone. Ils ont une difficulté à former des doubles ou des triples liaisons covalentes, qui sont importantes pour un système biochimique.

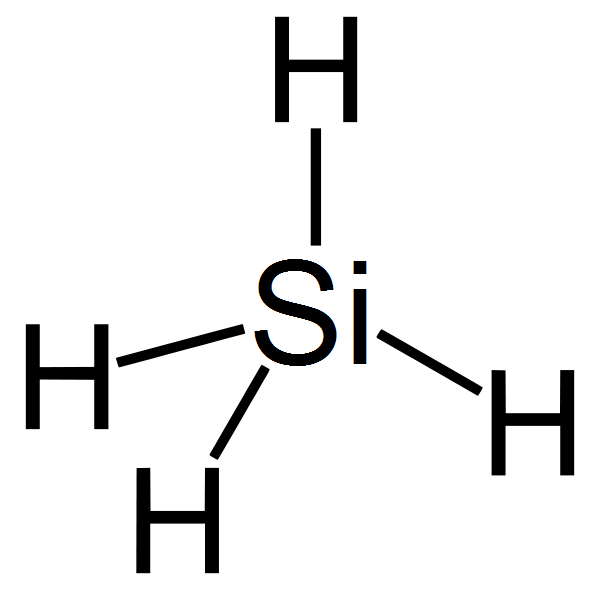
La structure du silane, l'analogue silicieux du méthane.

Les silanes, composés chimiques d'hydrogène et de silicium, sont analogues aux alcanes, mais ils sont fortement réactifs avec l'eau ; et les silanes à longues chaines se décomposent spontanément (aux températures « ambiantes »). Les molécules incorporant des polymères avec des chaines alternant les atomes de silicium et d'oxygène, connus collectivement en tant que silicones, sont beaucoup plus stables. On a suggéré que les produits chimiques construits sur les silicones soient plus stables que les hydrocarbures « équivalents » dans un environnement riche en acide sulfurique, comme dans un certain nombre de mondes extraterrestres.

Structure de la silicone, le polydiméthylsiloxane (PDMS).

Cependant, de façon générale, les molécules de silicone à longues chaines complexes sont toujours plus instables que leurs contreparties de carbone.
Un autre obstacle est que le dioxyde de silicium SiO2 (c'est-à-dire la silice, composé principal des sables), l'analogue du dioxyde de carbone CO2, est un solide non (ou très peu) soluble aux températures habituelles où l'eau est liquide, rendant difficile « l'entrée » du silicium dans le métabolisme des systèmes biochimiques à base d'eau, même si la gamme nécessaire des molécules biochimiques pourrait être construite hors d'eux. Le problème supplémentaire avec la silice est que ce serait le produit d'une respiration aérobie. Si une forme de vie fondée sur le silicium « respirait » en utilisant l'oxygène, comme le fait la vie sur Terre, elle produirait probablement la silice comme sous-produit (le déchet) de celle-ci ; comme le dioxyde de carbone pour la respiration terrestre.
La silice étant un solide, et non un gaz, l'organe excréteur serait totalement différent des poumons des animaux, ainsi que les stomates des végétaux, terrestres. Les organes absorbeurs d'oxygène pourraient être plus ou moins comparables ; mais l'excrétion de la silice ne pourrait se faire par la même voie que pour l'absorption de l'oxygène, comme c'est le cas pour les composés du carbone de la vie terrestre.
On peut imaginer des organes excréteurs comparables aux reins qui évacueraient une sorte de gel silicaté dans le cas de cette biochimie hypothétique. Comme les déchets des composés azotés (principalement sous forme d'urée) sont évacués dans le cas de la vie (animale) terrestre. Ou bien même les composés silicatés seraient excrétés sous forme solide, comme certains lézards du désert qui excrètent l'urée par les narines.
En outre, dans l'ensemble des molécules identifiées dans le milieu interstellaire en 1998, 84 sont à base de carbone alors que seulement huit sont à base de silicium. De plus, sur ces huit composants, quatre comportent aussi du carbone. Le rapport de l'abondance cosmique du carbone sur celle du silicium est d'environ 10. Cela suggère une plus grande variété de composants carbonés complexes à l'échelle du cosmos, réduisant ainsi les possibilités d'une biochimie à base de silicium, au moins dans les conditions des surfaces planétaires.[réf. nécessaire]
On remarque par ailleurs que la Terre et les autres planètes telluriques sont exceptionnellement riches en silicium et relativement pauvres en carbone (l'abondance relative du silicium au carbone dans la croûte terrestre est d'environ 925/1), et pourtant la vie terrestre est entièrement basée sur le carbone. Le fait que le carbone, bien que rare, forme la charpente de base de la vie terrestre contrairement au silicium, bien plus abondant, laisse penser que le silicium n'est pas bien approprié pour former une biochimie sur les planètes telluriques.
Par exemple : le silicium est moins polyvalent que le carbone pour former des composants variés ; comme précédemment précisé, les composants formés par le silicium sont instables.

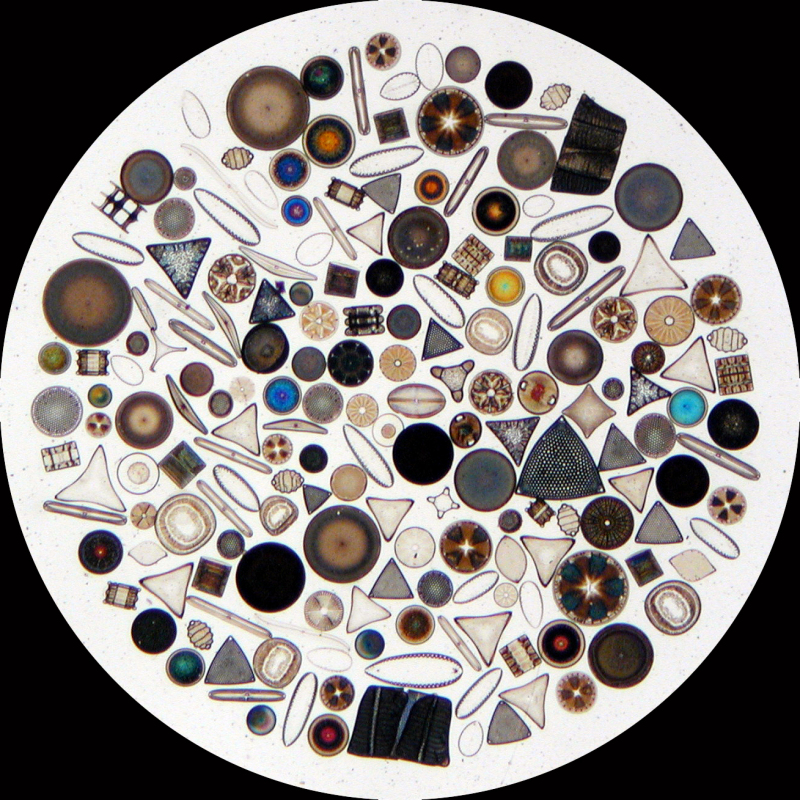
Diatomées organismes terrestres, à biochimie carbonée qui extraient le silicium de l'eau de mer et l'incorporant dans leur squelette externe, sous forme de biosilice hydratée.

Néanmoins, le silicium est utilisé par des formes de vies terrestres, comme la structure silicieuse externe des diatomées. Cela peut suggérer que des formes de vies extraterrestres pourraient avoir des molécules basées sur le silicium pour les éléments de structure et des molécules basées sur le carbone pour les éléments du métabolisme.
A. G. Cairns-Smith a suggéré que les premiers organismes vivants à exister sur Terre incorporaient des éléments minéraux silicieux.

### Biochimie d'azote et de phosphore
L'azote et le phosphore offrent également des possibilités comme base pour des molécules biochimiques. Comme le carbone, le phosphore peut former des longues chaines de molécules, qui lui permettraient potentiellement de former les macromolécules complexes si elles n'étaient pas aussi réactives. Cependant, combiné avec l'azote, il peut former des liaisons covalentes beaucoup plus stables et créer un éventail de molécules, y compris des cycles.[réf. souhaitée]
L'atmosphère terrestre est composée d'approximativement 78 % d'azote, mais ce ne serait probablement pas directement utilisable par une forme de vie bâtie sur une biochimie « phosphore-azote » (P-N) puisque l'azote moléculaire (N2) est presque inerte et énergétiquement difficile « à fixer », en raison de son lien triple. Néanmoins, certaines plantes terrestres telles que des légumineuses peuvent fixer l'azote, en utilisant les bactéries anaérobies symbiotiques contenues dans les nodules de leurs racines.
- Une atmosphère « ammoniacale », réductrice, où l'ammoniac (NH3) serait un constituant majeur (~ 1 %...) ou du moins aurait une présence active permanente (comme le CO2 sur Terre), serait plus facilement utilisable par une biochimie. 
 → Dans une atmosphère ammoniacale, les plantes de type (P-N) absorberaient l'ammoniac de l'air et le phosphore des composés du sol, puis oxyderaient l'ammoniac pour produire des sucres (P-N) en libérant de l'hydrogène. Les animaux de type (P-N) seraient les réducteurs, respirant l'hydrogène et métabolisant les analogues de sucres (P-N), exhalant de l'ammoniac et excrétant des composés phosphorés. 
C'est le modèle opposé de l'oxydation et de la réduction d'un hypothétique cycle biochimique aux oxydes d'azote (voir ci-après), ainsi que du cycle de la biochimie terrestre. Il serait analogue à un cycle du carbone avec le carbone atmosphérique se présentant sous forme de méthane avec échange d'hydrogène, au lieu du dioxyde de carbone avec échange d'oxygène.
- L'azote peut également former un certain nombre d'oxydes. Dans une atmosphère riche (~ 1 %...) en oxydes d'azote, les composés comme l'oxyde de diazote (N2O), le monoxyde d'azote (NO), le trioxyde de diazote (N2O3), le dioxyde d'azote (NO2), le peroxyde d'azote (N2O4) et le pentoxyde de diazote (N2O5), sont tous susceptibles d'être présents. Ils seraient eux aussi plus intéressants énergétiquement que l'azote moléculaire.
 → Dans une atmosphère de dioxyde d'azote, les plantes de type (P-N) absorberaient le dioxyde d'azote de l'air et extrairaient le phosphore des composés du sol. Le dioxyde d'azote serait réduit, en produisant, avec le phosphore, des analogues aux sucres, et l'oxygène serait rejeté dans l'atmosphère. Les animaux de type (P-N) consommeraient les plantes, absorberaient l'oxygène atmosphérique pour métaboliser les analogues de sucre (P-N), exhalant le dioxyde d'azote et excrétant une substance riche en phosphore, en tant que déchets solides.

Note sur la stabilité possible d'une atmosphère ammoniacale, et sur l'instabilité d'une atmosphère d'oxydes d'azote
→ On peut remarquer qu'une atmosphère ammoniacale serait possible et stable à première vue, dans un environnement réducteur à une échelle planétaire, avec de l'hydrogène et de l'azote moléculaires. Il finirait par se former lentement et atteindrait une concentration d'équilibre. 
 Il est en revanche douteux qu'une atmosphère planétaire riche en oxydes d'azote pourrait même exister ! Puisque les oxydes d'azote sont tous endoénergétiques vis-à-vis de l'azote et de l'oxygène moléculaires, ils auraient tendance à se recombiner séparément ! D'autant plus qu'ils sont très oxydants, et seraient décomposés par le rayonnement stellaire et par catalyse sur des roches de la surface ou dissous dans l'eau quand ils sont produits. Ils re-formeraient ainsi l'azote et l'oxygène moléculaires (ou des oxydes).
On pourrait imaginer qu'au lieu de passer par les oxydes d'azote, une hypothétique biochimie (P-N) pourrait exister dans une atmosphère oxydante avec un cycle très comparable à celui de la vie terrestre. Ainsi, les plantes de type (P-N) absorberaient soit l'azote présent dans les composés du sol (comme les plantes terrestres) soit en fixant directement l'azote moléculaire de l'air comme certaines plantes terrestres et extrairaient le phosphore des composés du sol. L'azote serait réduit, en produisant (avec le phosphore) des analogues (P-N) aux sucres et l'oxygène, provenant des formes oxydés du phosphore (phosphates) ou de l'azote (nitrates), serait rejeté dans l'atmosphère. Dans ce type de cycle, les animaux de type (P-N) consommeraient les plantes, absorberaient l'oxygène atmosphérique pour métaboliser les analogues de sucre (P-N), et excréteraient soit une substance riche en composés phosphorés et azotés (comme l'urée pour les animaux terrestres) ou bien de l'ammoniac (comme pour les poissons), soit exhaleraient directement l'azote moléculaire comme aucun animal terrestre ne le fait. Mais des bactéries terrestres, par exemple pseudomonas, peuvent en anaérobiose réduire les nitrates en nitrites puis en diazote.
Note sur le caractère très hypothétique d'une telle biochimie
→ La discussion continue, car plusieurs aspects d'un cycle biologique de type (P-N) seraient déficient énergétiquement. En outre, l'azote et le phosphore sont peu susceptibles d'être présents dans les rapports et la quantité requises à une échelle planétaire, dans l'Univers. Le carbone, étant préférentiellement formé pendant la fusion nucléaire, il est plus abondant et se concentre préférentiellement près de la surface d'une planète.

### Arsenic
L'arsenic, qui est chimiquement semblable au phosphore et bien que toxique pour la plupart des organismes terrestres, est utilisé dans le métabolisme de certains organismes. Quelques algues marines incorporent l'arsenic aux molécules organiques complexes telles que les sucres arséniés et l'arsénobétaïne. Des champignons et des bactéries peuvent produire des composés arséniés méthylés volatils. Certaines bactéries réduisent l'arséniate ou oxydent l'arsenite pour se détoxifier. Certains procaryotes peuvent employer l'arséniate comme accepteur terminal d'électron (oxydant) dans une chaine respiratoire anaérobie et d'autres peuvent utiliser l'arsenite en tant que donneur d'électrons (réducteur) pour produire de l'énergie. En octobre 2012, le mécanisme moléculaire qui permet aux bactéries de faire la distinction entre les molécules presque identiques de phosphate et d'arséniate, pour utiliser l'une tout en se protégeant de l'autre, a été décrit,. L'hypothèse antérieure selon laquelle les bactéries GFAJ-1 isolées dans les sédiments du lac Mono incorporent l'arsenic à la place du phosphore dans leur ADN, qui avait conduit la NASA à spéculer sur l'origine de la vie et l'existence d'une vie extraterrestre, a été réfutée et l'article correspondant rétracté.

### Chlore
- Si vous ne connaissez pas le sujet, laissez ce bandeau (vous pouvez alors contacter les auteurs).
- Si vous supprimez le contenu mis en cause (vous pouvez préalablement contacter les auteurs),

argumentez précisément cette suppression dans la page de discussion
(un manque de référence n'est pas un argument ; une recherche réelle de référence doit avoir été effectuée, être formellement documentée).
Le chlore est parfois proposé comme alternative biologique à l'oxygène, aussi bien pour des biochimies bâties sur le carbone ou des biochimies hypothétiques non bâties sur le carbone. Mais le chlore est très réactif vis-à-vis des composés hydrogénés, il est difficile de dire qu'une biochimie puisse se produire avec des composés organochlorés qui tendraient fortement vers des liaisons stables de type de celles des fréons. De plus, le chlore est beaucoup moins abondant que l'oxygène dans l'Univers, et ainsi les planètes avec une atmosphère riche en chlore sont susceptibles d'être (très) rares, voire ne même pas exister du tout ! Car il faudrait initialement une planète avec une composition de la croûte externe (et du manteau planétaire) exceptionnellement riche en chlorures pour rendre plus plausible la présence de chlore libre dans son atmosphère, sans même présager du « processus » de la libération du chlore gazeux. De plus, le chlore est un halogène, sa forme gazeuse est très réactive quelle que soit la température, contrairement à l'oxygène qui est relativement peu réactif aux « températures ambiantes ». Dans un environnement planétaire, il décomposerait tous les composés hydrogénés en produisant du chlorure d'hydrogène ; même l'eau ne pourrait être stable dans un tel environnement ! Le chlore s'y dissoudrait en formant une sorte d'eau de Javel, ou d'eau de chlore, et finirait par la décomposer en libérant l'oxygène. Le chlore finirait probablement lié sous forme de sels et d'autres composés inertes dans les roches. Ceci est encore plus radical pour le fluor ou des associations chlore-fluor. Le fluor étant l'élément chimique le plus réactif qui soit.

### Soufre
Le soufre peut également former les molécules à longue chaine, mais connait les mêmes problèmes de réactivité que le phosphore et les silanes. L'utilisation biologique du soufre comme alternative au carbone est purement spéculative, et pourrait être impossible en fait. Cependant, l'utilisation biologique du soufre comme alternative à l'oxygène est répandue : les bactéries réductrices du soufre sont très communes. Ces bactéries peuvent utiliser le sulfate au lieu de l'oxygène, le réduisant en sulfure d'hydrogène. Au contraire, les bactéries vertes sulfureuses et les bactéries pourpres sulfureuses utilisent le sulfure d'hydrogène comme réducteur. Des exemples des micro-organismes qui métabolisent le soufre minéral peuvent être retrouvées jusqu'à il y a 3,5 milliards d'années sur Terre.

## Autres solvants que l'eau
En plus des composés du carbone, toute la vie terrestre actuellement connue exige également l'eau comme solvant. Et comme pour le carbone, on suppose parfois que l'eau est le seul produit chimique approprié pour remplir ce rôle.
Les différentes propriétés de l'eau qui sont importantes pour des processus de la vie incluent une large gamme de températures sur laquelle elle est liquide, une capacité thermique élevée favorisant la régulation de la température, d'une grande chaleur de vaporisation, et de la capacité de dissoudre un large éventail de composés. L'eau est également amphotère, ce qui signifie qu'elle peut aussi bien donner ou accepter un proton, lui permettant d'agir en tant qu'acide ou base. Cette propriété est cruciale dans beaucoup de réactions organiques et biochimiques, où l'eau sert de solvant, de réactif, ou de produit.
Il y a d'autres substances chimiques, avec les propriétés semblables qui ont été parfois proposées comme alternatives à l'eau.

### L'ammoniac

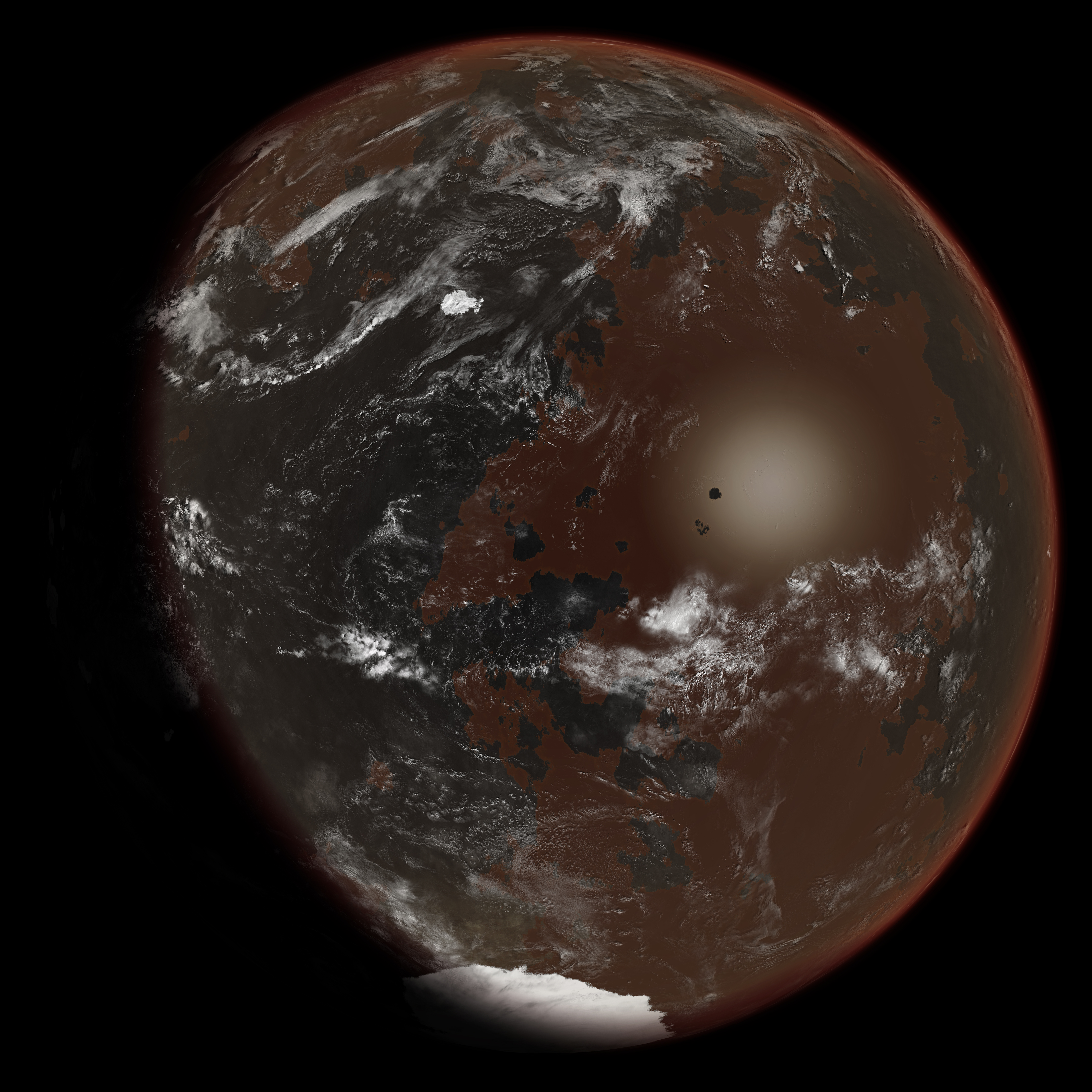
Conception artistique de comment une planète à environnement ammoniacal pourrait apparaitre.

L'ammoniac (le nitrure d'hydrogène) est l'alternative à l'eau la plus généralement proposée comme solvant biochimique.
Les réactions chimiques nombreuses sont possibles en solution dans l'ammoniac, et l'ammoniac liquide a quelques similitudes chimiques avec l'eau. Il peut dissoudre la plupart des molécules organiques au moins aussi bien que l'eau, et en outre, il est capable de dissoudre beaucoup de métaux élémentaires. À partir de cet ensemble de propriétés chimiques, les formes de vie basée sur l'ammoniac pourraient être théoriquement possibles.
Cependant, l'ammoniac a quelques problèmes comme solvant biochimique de base :
- Les liaisons hydrogène entre les molécules d'ammoniac sont plus faibles que celles de l'eau : l'énergie de vaporisation de l'ammoniac est la moitié de celle de l'eau. Sa tension superficielle est 3 fois plus petite, ce qui réduit sa capacité de concentrer les molécules non polaires par un effet hydrophobe. Pour ces raisons, il est peu probable que l'ammoniac ait la capacité de faire tenir les molécules prébiotiques ensemble afin de permettre l'apparition d'un système autoreproducteur.
- L'ammoniac est également combustible et oxydable et ne pourrait pas exister de façon pérenne dans un environnement qui l'oxyderait. Cependant, il serait stable dans un environnement réducteur avec une concentration élevée en hydrogène, par exemple. L'eau est stable dans une plus vaste gamme de conditions oxydoréductrices.
- Une biosphère basée sur l'ammoniac existerait probablement à des températures ou à des pressions atmosphériques qui sont peu communes pour la vie terrestre.
- La vie terrestre existe habituellement entre les températures du point de fusion et du point d'ébullition de l'eau à la pression normale, entre 0 °C (273 K) et 100 °C (373 K). À la pression normale, les points de fusion et d'ébullition de l'ammoniac sont de −78 °C (195 K) et −33 °C (240 K) ; seulement 45 degrés de gamme de température à l'état liquide[17]. De telles températures ralentissent énormément les réactions biochimiques et peuvent causer la précipitation des composés biochimiques hors de la solution.

Néanmoins, concernant le dernier point, une hypothétique biochimie ammoniacale n'est pas nécessairement « glaciale », car l'ammoniac peut être un liquide aux températures « normales », mais à des pressions beaucoup plus élevées. Par exemple, à 60 atmosphères, l'ammoniac fond à −77 °C (196 K) et bout à 98 °C (371 K) ; ce qui donne une plage de température de 175 degrés à l'état liquide.
→ Pour information, le point critique de l'ammoniac se situe à une température de 132,4 °C (405,5 K) et à une pression de 112,8 bar.
Note sur les conditions planétaires réductrices, favorables à la conservation de l'ammoniac
→ Cette « haute » pression, favorable à la présence d'ammoniac liquide aux températures « usuelles », pourrait être consistante avec une présence d'ammoniac en grande quantité à une échelle planétaire. Car une atmosphère épaisse se conserve surtout autour des planètes massives qui sont les plus à même de conserver une partie de leur hydrogène, et donc les conditions réductrices favorables à la conservation de l'ammoniac. De plus, une atmosphère épaisse protège mieux l'ammoniac contre la photolyse, cette molécule étant plus fragile que celle de l'eau.
L'ammoniac et les mélanges ammoniaqués restent liquides aux températures en dessous du point de congélation de l'eau pure, ainsi de telles types de biochimies pourraient être bien adaptés aux planètes et aux lunes orbitant en dehors de la zone habitable aqueuse. De telles conditions peuvent exister, par exemple, sous la surface de Titan, la plus grande lune de Saturne.
Note sur l'improbabilité de mers ou d'océans d'ammoniac « pur »
→ Néanmoins, si des environnements planétaires ammoniaqués existent (sûrement) dans la Voie lactée (et dans l'Univers), il est douteux qu'un monde avec des océans d'ammoniac « pur » (ou « salé ») puissent exister, comme l'eau dans les conditions terrestres. Car dans ces conditions, l'eau serait forcément présente (peut-être même plus que l'ammoniac) formant avec lui une solution d'ammoniaque, avec des propriétés physiques et chimiques modifiées.
Cette solution ammoniacale dissoudrait sans doute moins les sels, ses valeurs d'énergie de vaporisation et de tension superficielle seraient changées, ainsi que sa réactivité vis-à-vis des différentes espèces chimiques. Ses points de fusion et d'ébullition aussi : le mélange NH4OH fond à −57,5 °C et bout à 38 °C (sous pression atmosphérique), soit bien plus haut que l'ammoniac pur, dû à la grande affinité eau-ammoniac.
Et de celle sur la possibilité de lacs d'ammoniac « distillé »
Mais dans un environnement de type « ammoniaqué-terrestre », avec des terres émergées de l'océan global, il y aurait un cycle de l'ammoniac comme il y a un cycle de l'eau sur Terre. Car l'ammoniac est le composant le plus volatil d'une hypothétique solution d'ammoniaque salée. Sur les planètes de ce type, les précipitations seraient composées essentiellement d'ammoniac presque pur, formant des rivières, des fleuves et des lacs d'une telle solution « distillée » ; comme pour l’eau sur Terre.
Dans les zones continentales de ces planètes, il y aurait ainsi la possibilité que l'ammoniac (presque) pur soit présent en grande quantité, formant cet environnement particulier.

### Le fluorure d'hydrogène
Le fluorure d'hydrogène (HF), comme l'eau, est une molécule polaire, et c'est grâce à sa polarité qu'il peut dissoudre beaucoup de composés ioniques. Son point de fusion est de −84 °C et son point d'ébullition est de 19,54 °C (à pression atmosphérique) ; la différence entre les deux est d'un peu plus de 100 degrés. HF fait également des liaisons hydrogène avec ses molécules voisines comme l'eau et l'ammoniac. Toutes ces propriétés inciteraient à faire de HF un candidat pour accueillir la vie sur d'autres planètes.
Peu de recherches ont été faites sur la capacité qu'a HF liquide de dissoudre et de réagir avec les molécules non polaires. Il est possible qu'un biotope dans un océan d'HF pourrait employer le fluor comme accepteur d'électron (oxydant) pour une activité photosynthétique.
HF est très dangereux pour les systèmes moléculaires dont est fait la vie terrestre, mais les paraffines sont stables avec lui. Néanmoins on ne voit pas comment les paraffines pourraient former une biochimie.
Note sur la quasi-impossibilité de mers ou d'océans de fluorure d'hydrogène
→ Il est à noter aussi que la présence de grandes quantités d'HF à une échelle planétaire, comme l'eau sur Terre, est douteuse, voire quasiment impossible : certainement l'eau serait présente, formant une solution d'acide fluorhydrique qui changerait toutes ses propriétés. L'hypothétique planète contiendrait également sûrement des silicates (et d'autres composés minéraux) dans sa croute, qui réagiraient avec HF formant des composés inertes comme des fluorures de silicium, dès que HF serait présent. Ce qui empêcherait sa concentration en grande quantité dans un environnement planétaire hypothétique.
L'abondance cosmique du fluor est assez basse, et il se fixe rapidement dans les composés inertes, déjà dans les particules des nébuleuses interstellaires, juste après être éjecté hors des étoiles mourantes. Car c'est l'élément le plus réactif.

### Autres solvants
D'autres solvants sont parfois proposés, comme le formamide, le méthanol, le sulfure d'hydrogène et le chlorure d'hydrogène. Le chlorure d'hydrogène souffre de la faible abondance cosmique du chlore, alors que le sulfure d'hydrogène souffre de sa réactivité élevée. Et les deux premiers (le formamide et le méthanol) ne pourraient pas être présents en vastes quantités à une échelle planétaire ! Ils pourrait seulement faire partie d'une physiologie interne d'organismes.

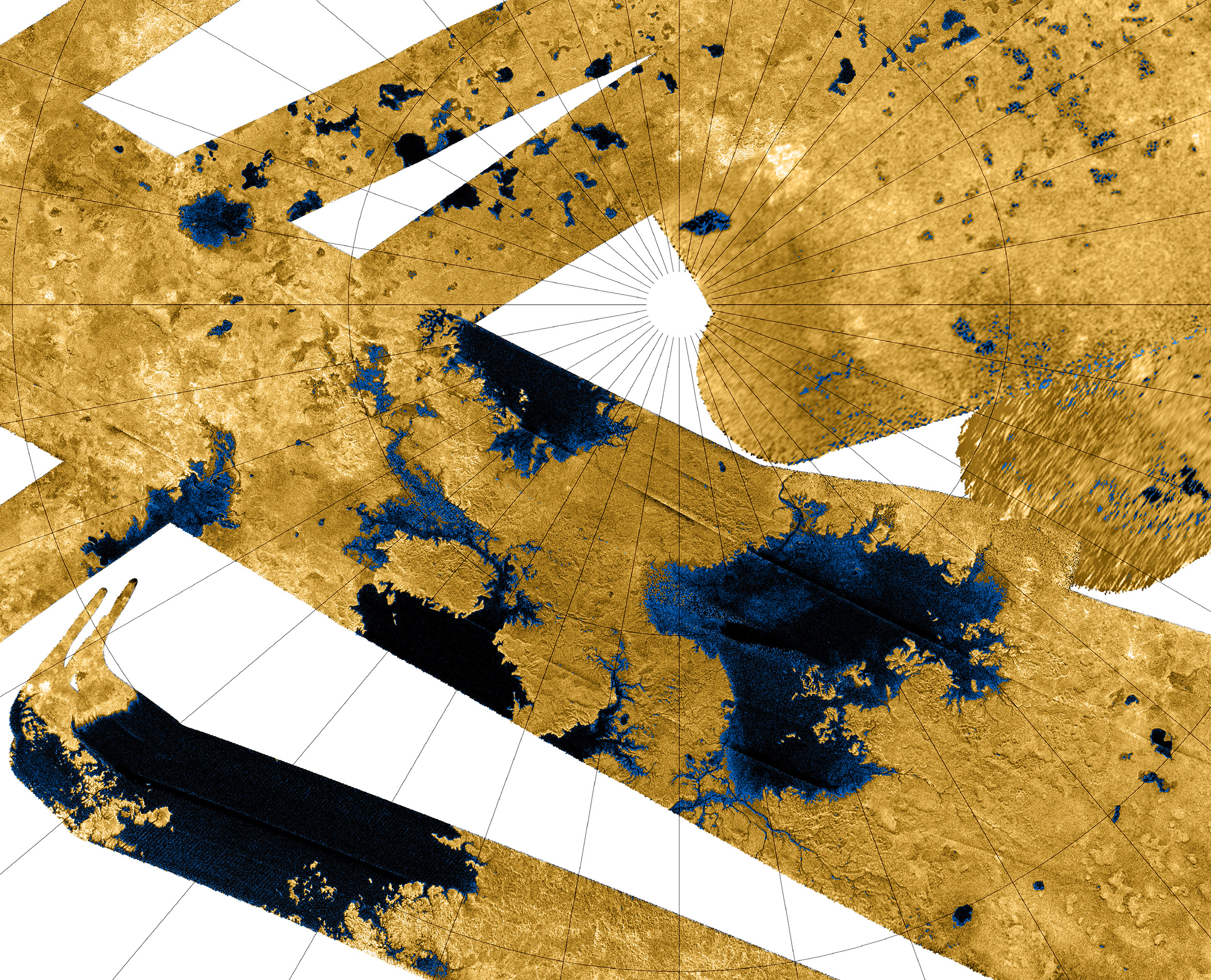
Image radar en fausses couleurs prise par Cassini de la zone polaire nord de Titan. Les étendues bleues sont des lacs d'hydrocarbures liquides.

Un mélange d'hydrocarbures, tel que les lacs de méthane/éthane détectés sur Titan par la sonde Cassini, pourrait agir en tant que solvant sur certain éventail de températures, mais manquerait de polarité.
Isaac Asimov, biochimiste et auteur de science-fiction, a suggéré que des poly-lipides pourrait être un substitut aux protéines dans un solvant non polaire, tel que le méthane ou l'hydrogène liquides. Dans l'état actuel des connaissances, cette substitution reste hautement spéculative, d'autant plus qu'on connaît encore mal le(s) cadre(s) principal(aux) de l'apparition de la vie sur Terre.
Les mondes avec des mers ou des océans de méthane ou d'hydrogène liquides doivent exister dans la Voie lactée (et l'Univers), de grands lacs d'un mélange de méthane/éthane sont présents sur Titan. Les conditions sont celles d'un froid profond : jusqu'à −183 °C et −259 °C pour le méthane et l'hydrogène respectivement (points de congélation), ce qui amènerait aux problèmes de ralentissement et même de blocage des réactions biochimiques et de précipitation des composés biochimiques, bien plus importants que dans le cas de l'ammoniac liquide à pression atmosphérique. D'autant plus de la faible masse volumique de ces liquides : pas même la moitié de celle de l'eau pour le méthane liquide, et de moins du dixième de celle de l'eau pour l'hydrogène liquide.
Note sur la « stérilité » des mondes à cycle d'hydrogène liquide
→ Mais si les mondes à hydrocarbures liquides sont susceptibles d'avoir une synthèse de lipides par le rayonnement stellaire (comme peut-être sur Titan) ; des mondes à hydrogène liquide ne pourraient avoir une telle synthèse. En effet, aux températures de l'hydrogène liquide (entre −240 °C et −259 °C) tous les corps autres que le néon, l'hélium et l'hydrogène lui-même, sont solides ! Les autres composés seraient précipités comme de la poussière, par un « cycle de l'hydrogène » dans un environnement planétaire, et incorporés dans le sol et le sous-sol dans une gangue de glaces (diverses) dure et inerte.
Il a été proposé que la vie sur Mars qui pourrait réellement exister, pourrait employer un mélange d'eau et peroxyde d'hydrogène comme son solvant. Un mélange de 61,2 % (en masse) d'eau et de peroxyde d'hydrogène a un point de congélation de −56,5 °C, et tend également à la surfusion plutôt que se cristalliser. Il est également hygroscopique, un avantage dans un environnement sec,.